# Jean Starcky
Abbé Jean Starcky (Mulhouse, 3 de fevereiro de 1909 - 9 de outubro de 1988) foi um padre francês que foi um dos primeiros editores do pergaminho do Mar Morto.  Ele estudou no Pontifício Instituto Bíblico de Roma e da Escola Bíblica e Arqueológica Francesa em Jerusalém.